# Milan Svojtka
Milan Svojtka (* 23. září 1957) je bývalý český fotbalista, obránce.

## Fotbalová kariéra
Odchovanec TJ UD Příbram. V lize hrál za RH Cheb. V československé lize nastoupil ve 157 utkáních a dal 7 gólů.

## Ligová bilance
| Ročník                                   | Zápasy | Góly | Klub          |
| ---------------------------------------- | ------ | ---- | ------------- |
| Česká národní fotbalová liga 1977/78     | -      | -    | TJ UD Příbram |
| 1. československá fotbalová liga 1979/80 | 28     | 0    | RH Cheb       |
| 1. československá fotbalová liga 1980/81 | 29     | 1    | RH Cheb       |
| 1. československá fotbalová liga 1981/82 | 29     | 1    | RH Cheb       |
| 1. československá fotbalová liga 1982/83 | 28     | 4    | RH Cheb       |
| 1. československá fotbalová liga 1983/84 | 9      | 0    | RH Cheb       |
| 1. československá fotbalová liga 1984/85 | 1      | 0    | RH Cheb       |
| 1. československá fotbalová liga 1985/86 | 1      | 0    | RH Cheb       |
| 1. československá fotbalová liga 1986/87 | 15     | 1    | RH Cheb       |
| 1. československá fotbalová liga 1987/88 | 8      | 0    | RH Cheb       |
| 1. československá fotbalová liga 1988/89 | 9      | 0    | RH Cheb       |
| CELKEM                                   | 157    | 7    |               |